# Rivellia curvinervis
Rivellia curvinervis är en tvåvingeart som beskrevs av Hiroshi Hara 1994. Rivellia curvinervis ingår i släktet Rivellia och familjen bredmunsflugor.
Artens utbredningsområde är Filippinerna. Inga underarter finns listade i Catalogue of Life.